# Federazione svizzera dei lavoratori del commercio, dei trasporti e dell'alimentazione
La Federazione svizzera dei lavoratori del commercio, dei trasporti e dell'alimentazione, FCTA, (in tedesco  Gewerkschaft Verkauf Handel Transport Lebensmittel, VHTL, in francese Fédération du commerce, des transports et de l'alimentation, FCTA) è stato un sindacato svizzero, attivo dal 1915 al 2004.

## Storia
È nata nel 1915 dalla fusione della  Federazione dei lavoratori dell'alimentazione e della  Federazione dei lavoratori del commercio e dei trasporti.
Durante il suo congresso nazionale del 15 ottobre 2004 a Basilea ne viene deciso lo scioglimento dopo un secolo di vita per confluire in UNIA, un nuovo grande sindacato fondato il giorno successivo.

## Iscritti
| Anno      | Numero di iscritti |
| --------- | ------------------ |
| 1915      | 5 452              |
| 1920      | 19 492             |
| 1924      | 11 217             |
| 1933      | 23 358             |
| 1942-1947 | 41 247             |
| 1974      | 30 252             |
| 2003      | 14 436             |

## Caratteristiche
Sindacato poco pronto alla mobilitazione e allo sciopero (preferiva infatti il boicottaggio, utilizzato per esempio nel 1896 e nel 1910 contro le birrerie), è stato però firmatario di un gran numero di contratti collettivi di lavoro, conosciuti per l'alto livello qualitativo e l'ampia partecipazione della base nel lavoro sindacale.